# Dolores de los Llanos Peñarrubia Blasco
Dolores de los Llanos Peñarubia Blasco (n. 10 de mayo de 1961, Villamalea, España) es una catedrática en biología que actualmente se dedica a la docencia y a la investigación en el departamento de bioquímica y biología molecular en la facultad de Ciencias Biológicas de la Universidad de Valencia, esta especializada en metales de transición y organismos vegetales. Asimismo es en la misma Universidad donde actualmente y desde hace años realiza otras funciones, como miembro electo de la Comisión Docente de la Facultad de Ciencias Biológicas, miembro por designación de la Comisión de Evaluación de la Facultad de Ciencias Biológicas, tutora de prácticas de empresa, miembro de la CAT de Ciencias Biológicas, coordinadora del programa de prácticas externas para graduados/as de intensificación “Fundamentos en Biología Sanitaria”,tutora de prácticas de empresas y ha realizado participaciones en más de 30 tribunales de Tesis Doctorales de diferentes Universidades.
Además de todo esto, participa en círculos femeninos, donde acude gente de todas las edades, analizando las psiques femeninas para marcarse unos objetivos y modelos de mujeres a los que poder aspirar.

### Biografía
Dolores, nacida en Villamalea en 1961, descubre su motivación por la bioquímica desde muy pequeña, debido a su interés y entusiasmo por experimentar, es por ello que esta investigadora se decanta por la licenciatura de Biología y es en 1980 cuando comienza a estudiar dicha licenciatura en la Universidad de Valéncia especializandose en Bioquímica. En 1989 se doctora en ciencias biológicas por la misma universidad, es después de esto cuando obtiene una beca postdoctoral Fulbright en Estados Unidos con duración de dos años, es aquí donde Lola consigue sus dos primeras patentes.
Además, en  1989 inicia su camino en la docencia como becaria (beca FPI) en el departamento de bioquímica y biología molecular en la UV, ocho años después ocupará el puesto de profesora ayudante y en 2011 la nombran profesora titular, es en octubre de ese mismo año cuando consigue la cátedra.

### Trayectoria científica

#### Doctorado y patentes.
Lola Peñarubia realizó su tesis doctoral sobre la purificación y caracterización de la ribulosa 1,5-bifosfato (Rubisco) en hojas de naranjo, cuyo director fue Joaquin  Moreno Mariño.
Tras terminar su doctorado realizó su estancia postdoctoral en Berckley, beneficiándose de una beca Fulbright que le fue concedida; fue en esa misma estancia donde comenzó a investigar sobre  alimentos transgénicos siendo una mujer pionera en este ámbito y donde obtuvo sus dos patentes sobre:
1. Regulación de  la maduración  de frutos (tomates) y el control durante el transporte de la poligalacturonasa y del etileno que producen, para prolongar el tiempo de almacenamiento de estos productos.
2. Producción de Edulcorantes, a partir de una proteína denominada monelina ( de fresas africanas, que no aportan tantas calorías como el azúcar, siendo de esta manera más naturales) para productos como el ketchup.

#### Proyectos y colaboraciones.
En 1985 recién terminada su licenciatura, lleva a cabo su primera colaboración que sería con el CSIC sobre la reproducción vegetal, desde esa fecha hasta la actualidad esta relevante científica ha participado en proyectos muy diversos todos relacionados con su especialidad, los metales de transición y las plantas, entre otras instituciones y otras abundantes colaboraciones en 1993 colaborá con el IVEY realizando un estudio sobre la identificación y aislamiento de genes reguladores de las respuestas fisiológicas al estrés oxidativo en plantas superiores, en 1996 colaborá con la Generalidad Valenciana, años después con el Ministerio de Ciencia y Tecnología en el Plan I+D entre muchos otros.

#### Publicaciones.
Dos de los artículos más importantes de esta investigadora, son el llevado a cabo en la revista Nature sobre la producción de la monelína en plantas transgénicas y el realizado en Plant cell sobre la homeostasis del hierro y el cobre en Arabidopsis.
Además de estos, desde 1988 publicó otros como, A visual-electrophoretic method for following the purification of ribulose 1,5- bisphosphate carboxylase/oxygenase., en la   revista  Biochem. Educ. o algunas relacionas con su tesis doctoral como, Proteolysis of ribulose 1,5-bisphosphate carboxylase/oxygenase in leaves of Citrus explants throughout the annual cycle and its regulation by ethylene. en la revista Physiology Plant, o como Increased susceptibility of ribulose-1,5-bisphosphate carboxylase/oxygenase to proteolytic degradation caused by oxidative treatments. publicado en la revista Biochem. Biophys.